# Besonderer Kündigungsschutz für schwerbehinderte Menschen
Der besondere Kündigungsschutz für schwerbehinderte Menschen nach den §§ 168 bis 175 SGB IX ist ein Kernstück des Schwerbehindertenrechts (Teil 3 SGB IX) in Deutschland und regelt, dass Personen mit Schwerbehinderung einen erweiterten Kündigungsschutz genießen.

## Rechtliche Regelungen

### Geltungsbereich
Den besonderen Kündigungsschutz nach § 168 SGB IX genießt ein Arbeitnehmer nur, wenn es sich bei ihm um einen schwerbehinderten Menschen nach § 2 Abs. 2 SGB IX handelt. Danach sind Menschen schwerbehindert, wenn bei ihnen ein Grad der Behinderung von wenigstens 50 vorliegt. Den besonderen Kündigungsschutz genießen daneben auch Menschen mit einem Grad der Behinderung von mindestens 30, die nach § 2 Abs. 3 SGB IX einem schwerbehinderten Menschen von der Agentur für Arbeit gleichgestellt wurden.
Nach § 173Abs. 3 SGB IX finden die Vorschriften des Kündigungsschutzes keine Anwendung, wenn zum Zeitpunkt der Kündigung die Eigenschaft als schwerbehinderter Mensch nicht nachgewiesen ist. Ein Nachweis liegt vor, wenn das Versorgungsamt oder die nach Landesrecht zuständige Behörde einen Grad der Behinderung von mindestens 50 festgestellt hat oder ein Gleichstellungsbescheid der Agentur für Arbeit vorliegt. Eine vorherige Vorlage des Bescheides beim Arbeitgeber ist nicht notwendig. Kündigungsschutz besteht auch, wenn die Schwerbehinderung offenkundig ist.
Keine Anwendung finden die Vorschriften des besonderen Kündigungsschutzes nach  § 173 Abs. 3 SGB IX auch, wenn das Versorgungsamt oder die nach Landesrecht zuständige Behörde, nach Ablauf der Frist des § 152 Abs. 1 Satz 3 SGB IX eine Feststellung wegen fehlender Mitwirkung nicht treffen konnte. Der besondere Kündigungsschutz gilt nach der Rechtsprechung des Bundesarbeitsgerichts unter folgenden Voraussetzungen:
- Es muss ein Antrag auf Gleichstellung oder Feststellung der Schwerbehinderteneigenschaft gestellt worden sein. Dies muss mindestens drei Wochen vor Zugang der Kündigungserklärung erfolgt sein.
- Das Versorgungsamt oder die nach Landesrecht zuständige Behörde bzw. die Agentur für Arbeit hat innerhalb der Drei-Wochen-Frist keine Entscheidung getroffen. Dies beruht nicht allein auf fehlender Mitwirkung des Antragstellers.
- Wenn eine Feststellung des Versorgungsamtes bzw. der nach Landesrecht zuständigen Behörde über einen GdB unterhalb von 50 bzw. eine ablehnende Entscheidung der Agentur für Arbeit erstinstanzlich erfolgt ist, kann der Arbeitnehmer den besonderen Kündigungsschutz auch dann in Anspruch nehmen, wenn gegen die erstinstanzliche Entscheidung Rechtsbehelfe eingelegt worden sind, d. h. diese noch nicht bestandskräftig ist; anderer Ansicht für diese Konstellation aber ArbG Nordhausen, 22. Februar 2023 - 2 Ca 697/22 (rkr) mit Verweis auf BAG, 17. Juni 2003 - 2 AZR 245/02, Gründe II.2.b. – wonach kein besonderer Kündigungsschutz nach SGB IX.

### Zustimmung des Integrationsamtes
Zustimmungsfrei ist die Beendigung des Arbeitsverhältnisses, z. B. durch
- einen einvernehmlichen Aufhebungsvertrag,
- eine Kündigung durch den schwerbehinderten Menschen selbst oder
- Fristablauf bei einem befristeten Arbeitsverhältnis.

Die Beendigung des Arbeitsverhältnisses eines schwerbehinderten Menschen ist hingegen zustimmungspflichtig, wenn sie bei Eintritt der Berufsunfähigkeit oder der Erwerbsunfähigkeit auf Zeit, teilweiser und voller  Erwerbsminderung  auf Zeit ohne Kündigung erfolgt (vgl. erweiterter Beendigungsschutz, § 175). Der Kündigungsschutz in Teil 3 SGB IX ist ein zusätzlicher Schutz. Daneben hat der schwerbehinderte Mensch wie jeder Arbeitnehmer den allgemeinen Kündigungsschutz nach dem Kündigungsschutzgesetz (KSchG). Dabei ist das Kündigungsverfahren gemäß SGB IX dem arbeitsgerichtlichen Kündigungsverfahren nach dem KSchG vorgeschaltet. Erst nach zustimmender Entscheidung durch das Integrationsamt kann die Kündigung ausgesprochen werden. Daran anschließend kann von dem Arbeitnehmer die Kündigung angefochten werden. Nach § 4 Satz 1 KSchG sind alle Gründe, die zur Rechtsunwirksamkeit der Kündigung führen können, innerhalb von drei Wochen ab Zugang der Kündigung durch Klage beim Arbeitsgericht geltend zu machen. Nach der Regelung in § 4 Satz 4 KSchG beginnt in den Fällen, in denen die Zustimmung des Integrationsamtes erforderlich ist, die Klagefrist erst zu laufen, wenn die Zustimmung des Integrationsamtes auch dem Arbeitnehmer zugestellt ist.
Wenn der Arbeitgeber die Zustimmungsbedürftigkeit mangels Kenntnis der Schwerbehinderteneigenschaft des Arbeitnehmers nicht kennt und ein Verfahren beim Integrationsamt nicht einleitet, kann die Auffassung vertreten werden, dass die Klagefrist in diesem Fall nicht zu laufen beginnt und das Klagerecht nur durch Zeitablauf verwirkt werden kann. Aus Gründen der Rechtssicherheit wird jedoch empfohlen, in diesen Fällen alle Gründe, die zur Rechtsunwirksamkeit der Kündigung führen können, damit insbesondere auch die fehlende Zustimmung des Integrationsamtes, innerhalb von drei Wochen ab Zugang der Kündigung mit der Kündigungsschutzklage geltend zu machen.
Verzichtet der schwerbehinderte Mensch etwa durch eigene Kündigung oder durch Abschluss eines Aufhebungsvertrags auf den besonderen Kündigungsschutz oder schließt er einen Abwicklungsvertrag, hat er nach seinem Ausscheiden aus dem Betrieb möglicherweise finanzielle Nachteile in Kauf zu nehmen, wie z. B. eine Sperrzeit für die Zahlung des Arbeitslosengeldes.

### Ausnahmeregelungen
Einige Ausnahmen von der notwendigen Zustimmung des Integrationsamtes bei einer Kündigung durch den Arbeitgeber enthält § 173 SGB IX. Hiernach ist u. a. die Kündigung eines schwerbehinderten Menschen innerhalb von sechs Monaten seit Bestehen des Arbeitsverhältnisses zustimmungsfrei (§ 173 Abs. 1 Nr. 1 SGB IX). Es genügt, wenn der Arbeitgeber die Kündigung innerhalb der Sechsmonatsfrist erklärt, selbst wenn die Kündigungsfrist danach endet. Zustimmungsfrei sind unter bestimmten Voraussetzungen auch Kündigungen von schwerbehinderten Menschen, die sozial abgesichert sind (§ 173 Abs. 1 Nr. 3 SGB IX); ferner Kündigungen der in § 173 Abs. 1 Nr. 2 und Abs. 2 SGB IX genannten Beschäftigungsverhältnisse.

## Ökonomische Wirkung
Primäres Ziel der Regelungen ist, dass Schwerbehinderte seltener von betriebsbedingten Kündigungen betroffen sind. Eine Studie von Dieter Sadowski ergab 1988, dass dieses Ziel nicht erreicht wird: Das Kündigungsrisiko sei für Behinderte und Nichtbehinderte vergleichbar.
Andere Quellen sprechen im Gegensatz hierzu davon, dass sie Kündigungen erschwere und es daher ein geringeres Risiko für Schwerbehinderte gäbe, arbeitslos zu werden. Allerdings sei der Kündigungsschutz umgekehrt ein Einstellungshemmnis. Behinderte sind gemäß den Statistiken der Bundesagentur für Arbeit schwerer zu vermitteln und häufiger langzeitarbeitslos.